# Східносахарські гірські склерофітні рідколісся

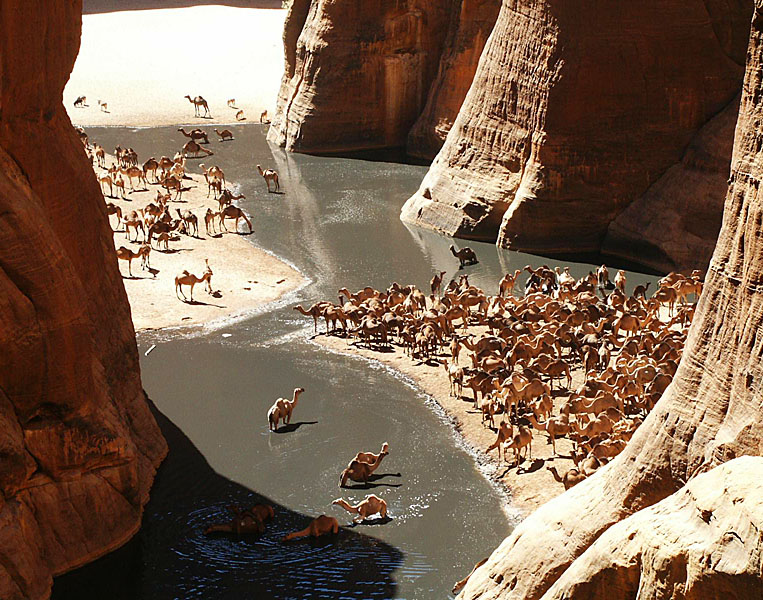
Верблюди на водопої у гельті д'Аршей (плато Еннеді)

Східносахарські гірські склерофітні рідколісся (ідентифікатор WWF: AT1303) — афротропічний екорегіон пустель і склерофітних чагарників, розташований у горах на сході Чаду та на заході Судану.

## Географія
Екорегіон східносахарських гірських склерофітних рідколісь охоплює плато Еннеді та нагір'я Вадаї на сході Чаду та вулканічний масив Марра в регіоні Дарфур на заході Судану. Ці гірські масиви здіймаються над навколишніми рівнинами. На північ від них поширена пустеля Сахара, а на південь — суха напівпустельна акацієва савана Сахелю.
Плато Еннеді розташоване на висоті від 1074 до 1450 м над рівнем моря, а його основу складають палеозойські пісковики. Найвищою вершиною масиву Марра є кальдера Деріба висотою 3042 м. Основою цього вулканічного масиву є третинні базальти. В горах Марра розташовані два озера вулканічного походження.

## Клімат
Середня температура в місті Іріба, розташованому на території нагір'я Вадаї, становить 20—30 °C, а середньорічна кількість опадів 226 мм. У найвищих частинах екорегіону зимові температури є значно нижчими. Середньорічна кількість опадів в регіоні загалом коливається від 150 до 500 мм, а у найвищих частинах гір Марра навіть досягає 1000 мм. Більшість опадів у регіоні випадає в період з травня по вересень.

## Флора
Флора екорегіону є подібною до флори інших гірських масивів Сахари і Сахелю, зокрема до флори західносахарських гірських склерофітних рідколісь та до флори гірських склерофітних рідколісь Тібесті та Джебель-Увенайту, а також до флори Північної Африки, Ефіопського нагір'я, гір Кенії та Південної Європи.
У високогір'ях регіону колись росли чагарникові рідколісся, в яких домінували оливи Лаперріна (Olea europaea subsp. laperrinei), однак наразі тут переважають вторинні луки, по яких розкидані оливкові дерева. На стрімких, більш підданих ерозії схилах, ростуть купини трави та невисокі чагарники, зокрема двоколосий бородачник (Andropogon distachyos), тритичинкова темеда (Themeda triandra), волосиста гіпарренія (Hyparrhenia hirta), пухнаста лаванда (Lavandula pubescens) та лісова еріка (Erica silvatica). У більш вологих частинах екорегіону поширені низькотравні луки, де ростуть складні гіпарренії (Hyparrhenia multiplex), стоколосові лисичники (Vulpia bromoides), купчасті арістіди (Aristida congesta), абіссинська костриця (Festuca abyssinica), дрібне просо (Panicum pusillum) та тонколистий трибородник (Tripogon leptophyllus).
Серед інших поширених в регіоні рослин слід відзначити такі характерні для саван Сахелю види, як струнка амманія (Ammannia gracilis), хрозофора Броччі (Chrozophora brocchiana), вузькокрила фарзетія (Farsetia stenoptera), сенегальська індигофера (Indigofera senegalensis) та яскраве просо (Panicum laetum). В гельтах і каньйонах Еннеді зустрічаються нехарактерні для Сахари і Сахелю субтропічні та тропічні рослини, зокрема кафрські хінні дерева (Rauvolfia caffra). На посушливих схилах Марри ростуть колючі медоносні акації (Senegalia mellifera). У важкодоступних ущелинах ростуть галерейні ліси, де зустрічаються африканські берези (Anogeissus leiocarpa), східні треми (Trema orientale) та оксамитоволисті комбретуми (Combretum molle). Серед рідкісних та ендемічних рослин, що зустрічаються в горах Марра, слід відзначити Pseudognaphalium marranum, Kickxia aegyptiaca, Equilabium jebel-marrae та Felicia dentata.

## Фауна
Серед рідкісних ссавців, що зустрічаються в екорегіоні, слід відзначити пустельного адакса (Addax nasomaculatus), сахарську газель (Gazella dama), газель-доркас (Gazella dorcas) та рудолобу газель (Gazella rufifrons). Більш поширеними є великі куду (Tragelaphus strepsiceros cottoni), хоча і вони потребують заходів зі збереження. Раніше в регіоні зустрічалися шаблерогі антилопи (Oryx dammah), однак вони вимерли до кінця 1980-х років. Серед інших поширених в регіоні ссавців слід відзначити бліду лисицю (Vulpes pallida), звичайного каракала (Caracal caracal), капського зайця (Lepus capensis), капського дамана (Procavia capensis), степового кота (Felis lybica), звичайного шакала (Canis aureus) та ефіопського їжака (Paraechinus aethiopicus).
У регіоні мешкає небагато великих хижаків, окрім рідкісних суданських гепардів (Acinonyx jubatus soemmeringii), що перебувають під загрозою зникнення. Вони є частиною сахарської фауни, представники якої є пристосованими до посушливого клімату. Так, газелі-доркас можуть не пити воду протягом усього життя, отримуючи вологу виключно з рослин, тоді як гепарди отримують вологу із крові та сечі своїх жертв.
В регіоні мешкають різноманітні сахарські та сахельські птахи, зокрема рудоголові рябки (Pterocles coronatus), абісинські рябки (Pterocles lichtensteinii), булані дрімлюги (Caprimulgus aegyptius), вохристі жайворонки (Ammomanes cinctura), аравійські дрохви (Ardeotis arabs), нубійські дрохви (Neotis nuba) та рудочереві мерли (Lamprotornis pulcher). Серед хижих птахів регіону слід відзначити африканського грифа (Torgos tracheliotos) та чорного грифа (Aegypius monachus). В оазах зустрічаються жовтогорлі барбудо (Trachyphonus margaritatus), а також численні перелітні птахи, що мігрують через Сахару. У гельті д'Аршей, розташованій на території плато Еннеді, мешкає реліктова популяція західноафриканських крокодилів (Crocodylus suchus), яка нараховує близько 10 особин.
Ендеміками регіону є рідкісні піщанки Бертона (Gerbillus burtoni) та піщанки Лове (Dipodillus lowei). Ці види мешкають на вершині нагір'я Марра, причому останні віддають перевагу пагорбам поблизу вулканічних озер. Пустельні кущощури (Grammomys aridulus) мешкають на плато Марра, а також на навколишніх рівнинах Сахелю. Іншим майже ендемічним видом екорегіону є рудий фірлюк (Mirafra rufa). Цей жайворонок також зустрічається в інших гірських масивах Сахелю.

## Збереження
Гори Марра заселені людьми протягом тисячоліть, і за цей час вони зазнали значного антропогенного впливу. Хоча стрімкі гірські схили й каньйони залишилися переважно недоторканими, однак ці території є слабо придатними для великих тварин. Плато Еннеді та нагір'я Вадаї є малонаселеними, переважно там мешкають кочові скотарі. Нещодавні конфлікти в Чаді та Дарфурі призвели до того, що сільське господарство занепало, і певною мірою відновилася первісна флора. Цього не можна сказати про фауну, оскільки багато тварин або були знищені в регіоні, або значно скоротилися в чисельності. Природоохоронні території в регіоні відсутні.